# Herråkra kyrka

Herråkra kyrka är en kyrkobyggnad i Herråkra i Växjö stift. Den är församlingskyrka i Lenhovda-Herråkra församling.

## Kyrkobyggnaden
Tidigare kyrka på samma plats uppfördes på 1600-talet. Nuvarande träkyrka uppfördes 1803 under ledning av byggmästare Olof Jonsson från Granhult. Inte förrän år 1820 invigdes kyrkan av biskop Ludvig Carlsson Mörner.
Kyrkan är byggd av liggtimmer och består av rektangulärt långhus med kor i öster och torn i väster. Öster om koret finns en utbyggd sakristia. Vid tornets västra sida finns ingången. Kyrkan vilar på en murad sockel och har ytterväggar klädda med vitmålad stående panel. Taken var från början täckta med träspån, men är numera täckta med kopparplåt. Vid en restaurering 1953-1954 fick kyrkorummet sitt nuvarande utseende.

## Inventarier
- Altartavlan är målad av David Ralson och tillkom vid restaureringen 1954. Motivet är en skildring av Jesu ord: "Kommen till mig I alle, som arbeten och ären betungade". (Matteus 11:28)
- Predikstolen med figurmålningar av Torsten Hjelm tillkom vid restaureringen 1954 och ersatte en tidigare altarpredikstol.
- Storklockan är från medeltiden och av sen 1100-talstyp. Klockan är omgjuten 1902.

## Orgel
- En orgel byggdes 1878 av Carl August Johansson i Broaryd med 6 stämmor, den är ersatt.
- Orgeln är byggd 1942 av M J & H Lindegren, Göteborg. Orgeln är pneumatisk.

| Huvudverk I       | Svällverk II      | Pedal        | Koppel   |
| Principal 8´      | Rörflöjt 8´       | Subbas 16´   | I/P      |
| Gedakt 8´         | Fugara 8´         | Principal 8´ | II/P     |
| Oktava 4´         | Gemshorn 4´       |              | II/I     |
| Rauschkvint 2 kor | Blockflöjt 2'     |              | II 16'/I |
|                   | Crescendosvällare |              | II 4'/I  |
|                   |                   |              | II 4'/P  |

### Webbkällor
- anläggningspresentation
- byggnadspresentation
- Länsstyrelsen i Kronobergs län
- Wikimedia Commons har media som rör Herråkra kyrka.